# (19014) 2000 RW77
(19014) 2000 RW77 est un astéroïde de la ceinture principale d'astéroïdes découvert en 2000.

## Description
(19014) 2000 RW77 a été découvert le 9 septembre 2000 à Višnjan, une municipalité située dans le comitat d'Istrie en Croatie, par Korado Korlević.

### Caractéristiques orbitales
L'orbite de cet astéroïde est caractérisée par un demi-grand axe de 2,80 UA, un périhélie de 2,54 UA, une excentricité de 0,09 et une inclinaison de 5,22° par rapport à l'écliptique. Du fait de ces caractéristiques, à savoir un demi-grand axe compris entre 2 et 3,2 UA et un périhélie supérieur à 1,666 UA, il est classé, selon la JPL Small-Body Database, comme objet de la ceinture principale d'astéroïdes.

### Caractéristiques physiques
(19014) 2000 RW77 a une magnitude absolue (H) de 14,4 et un albédo estimé à 0,301.